# St. Kilian (Aschaffenburg)

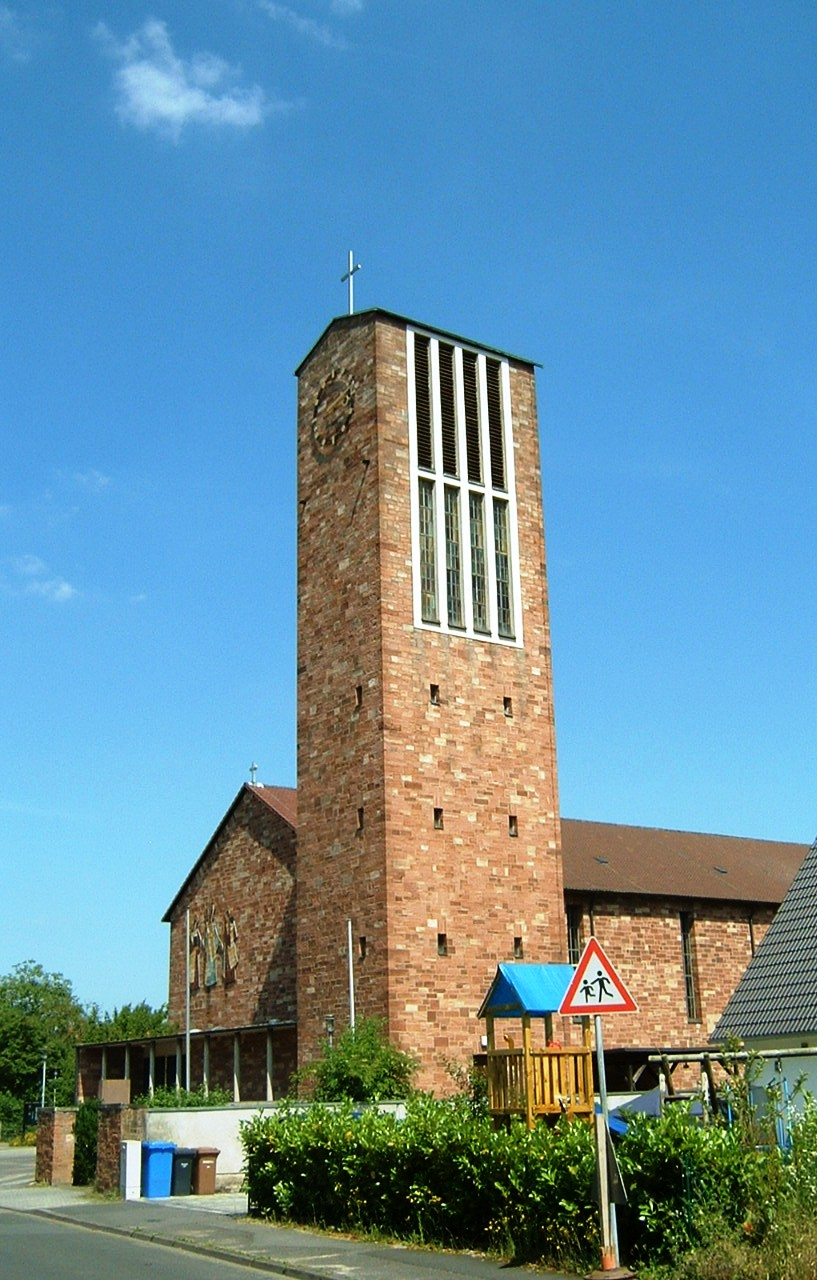
St. Kilianskirche, 2010

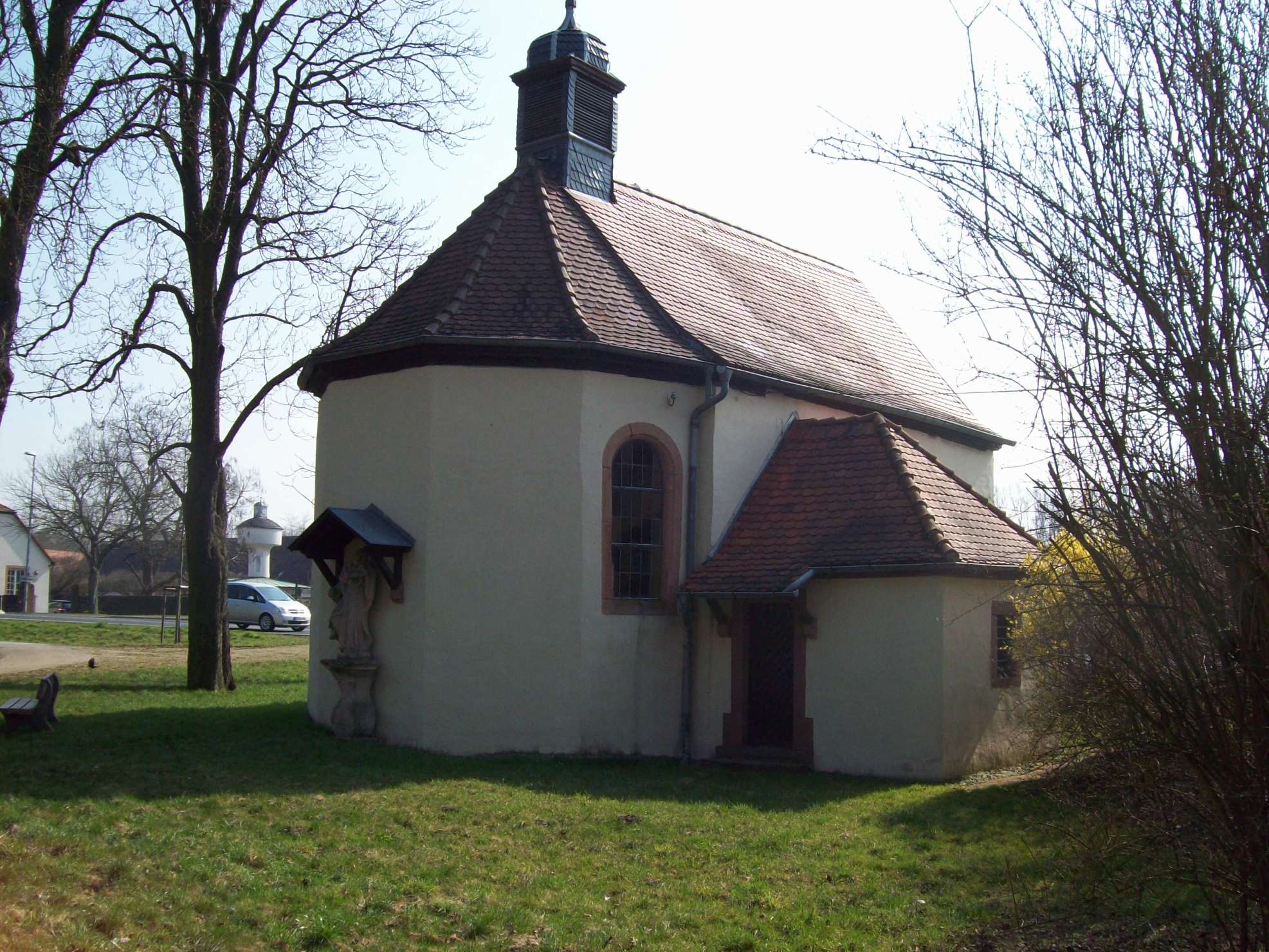
Kilianskapelle von 1720

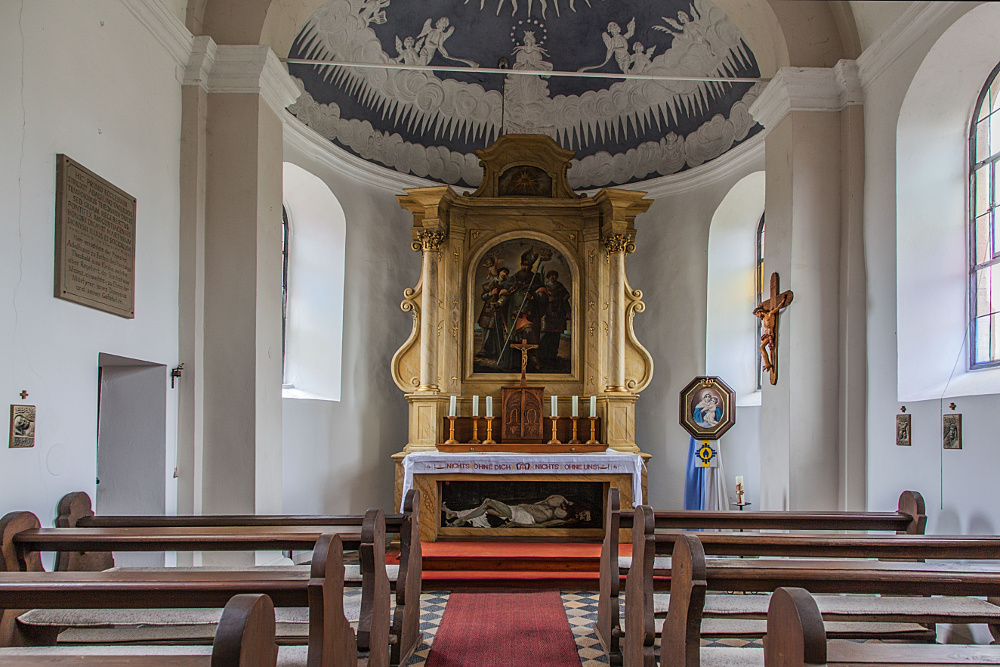
Innenansicht der Kilianskapelle

St. Kilian ist eine 1952/53 errichtete katholische Pfarrkirche im Aschaffenburger Stadtteil Nilkheim.

## Geschichte
Als ältestes christliches Zeugnis wird erwähnt, dass der Mainzer Bischof Rigibert die von dem Priester Adalhuno gebaute und dem Hl. Dionysius von Paris gewidmete Kirche in der 1. Hälfte des 8. Jahrhunderts geweiht hat. Im Markgräflerkrieg 1552 wurde die Kapelle und die umliegenden Anwesen zerstört. 1577 mit der Muttergottespfarrei vereinigt wurde die baufällige Kapelle abgebrochen. Die heutige Kapelle, dem Hl. Kilian und seinen Gefährten geweiht, stammt aus dem Jahre 1720. Als Stifterehepaar werden die Erbbeständer (Pächter) des Nilkheimer Hofgutes, Johann Jacob und Maria Martha Morhard genannt, deren Epitaphien in der Kapelle aufbewahrt werden. Der von zwei Säulen flankierte Barockaltar aus dem Jahre 1731 stellt auf dem Altargemälde St. Kilian, St. Kolonat und St. Totnan dar.

## Kirchenbau
1932 entstanden durch Industrieansiedlungen die ersten Wohnhäuser für Mitarbeiter östlich der Hafenbahnlinie Richtung Aschaffenburg. Der Bevölkerungszuwachs zum Ende des Zweiten Weltkriegs veranlasste die Gründung einer Expositurstelle am 15. September 1946 durch den Würzburger Bischof Matthias Ehrenfried. Expositus wurde der heimatvertriebene Priester des Deutschen Ordens, Pater Otto Maly (OTeut). Mit seinem Motorrad kam er aus Aschaffenburg zur alten Kilianskapelle um Einwohnern des neuen Stadtteils das Wort Gottes zu verkünden und mit ihnen die Hl. Messe zu feiern. Am 30. Mai 1952 verunglückte er vor Aschaffenburger Mainbrücke mit seinem Motorrad tödlich. Bereits 1950 wurden die ersten Grundstücke zum Bau der neuen Kirche erworben, die Planung entstand im Aschaffenburger Architekturbüro Grimm und Schmitt (später Goldhammer und Schmitt). Den ersten Spatenstich, am Christkönigsfest (26. Oktober) 1952 machte der am 28. Juni eingeführte neue Kuratus Ferdinand Scherpf und die Grundsteinlegung durch den Generalvikar im Bistum Würzburg Vinzenz Fuchs fand am 23. November 1952 statt. Am 25. Oktober 1953 wurde die St. Kilian-Kirche von dem Würzburger Bischof Julius Döpfner geweiht.

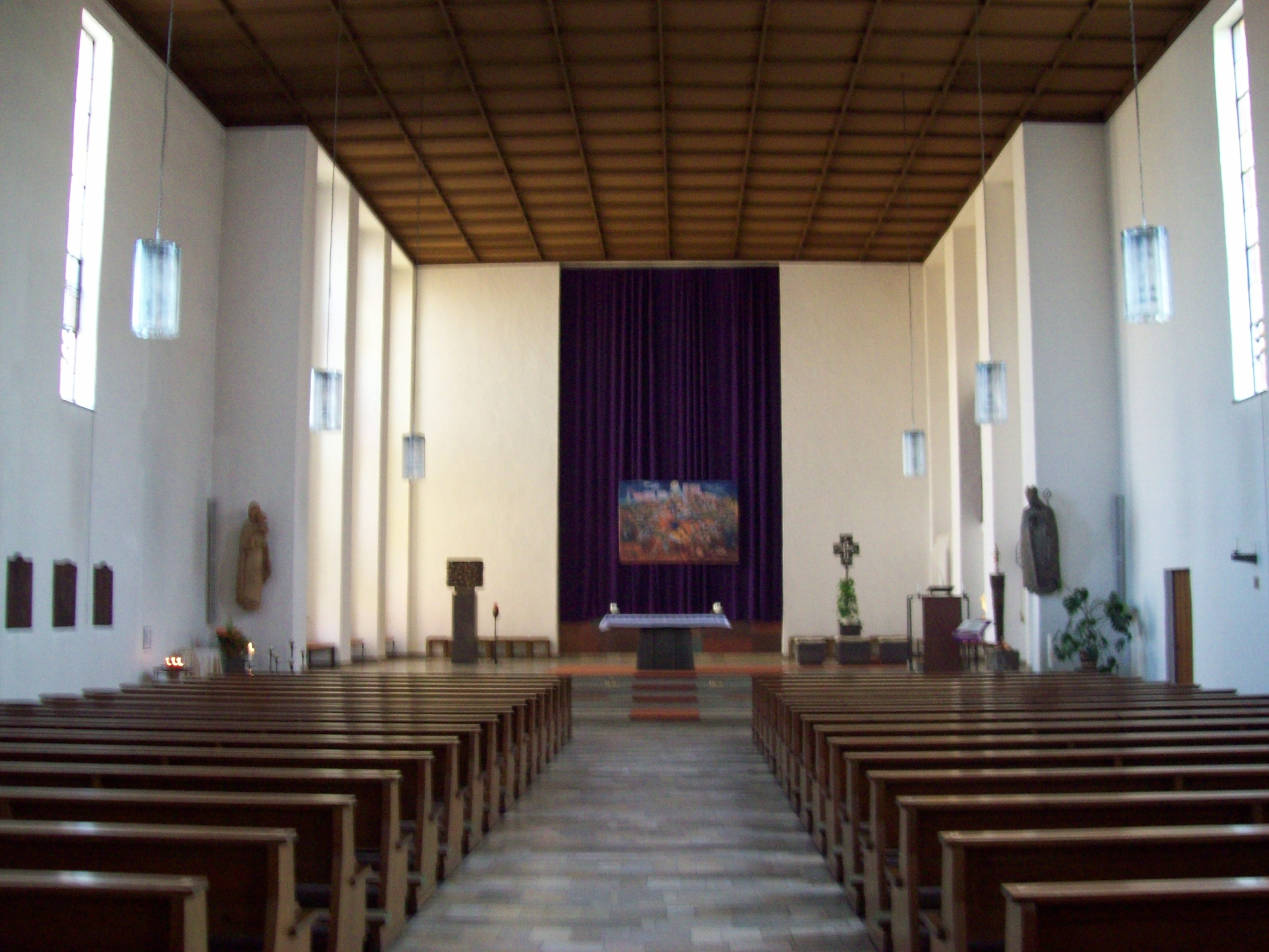
St. Kilianskirche innen

## Die Kirche
Die Kirche aus rotem und weißem Sandstein, 40 Meter lang, 16 Meter breit mit einem abgerückten, durch die Vorhalle verbundenen, Glockenturm betritt man durch drei mit Kupferblech überzogene Türen. Über dem Portal ein Mosaik der Frankenapostel Kilian – Kolonat – Totnan des Bildhauers Hans König aus Trennfurt. Unter der Empore rechts, die Werktagskapelle (Seitenkapelle) und links die Nische mit den Priestergräbern, Otto Maly und Ferdinand Scherpf. Der Innenraum, mit leicht eingezogenem Chor hat eine durchgehende Kassettendecke, über der Sakristei ist ein Sängerraum eingerichtet, der sich mit einem großen Fenster zum Altarraum öffnet. Das Altarbild, aus 65.000 Sinterplättchen zeigt, fein wie das Gewebe eines überdimensionalen Gobelins (acht Meter hoch und fünf Meter breit), Christus als den guten Hirten. Oben rechts UT VITAM HABEANT („Ich bin gekommen – damit sie das Leben haben“) (Joh 10,1-10 ), der Altartisch, Taufstein und Priestersitz aus dunklem unterfränkischen Muschelkalk, ebenfalls von Hans König; er schuf auch den Kreuzweg (60/80 cm Kupferblech, getrieben). Der Tabernakel, vergoldetes Messing aus der Werkstatt des Würzburger Goldschmieds Josef Amberg mit der Aufschrift SANCTA – SANCTIS („das Heilige den Heiligen“).

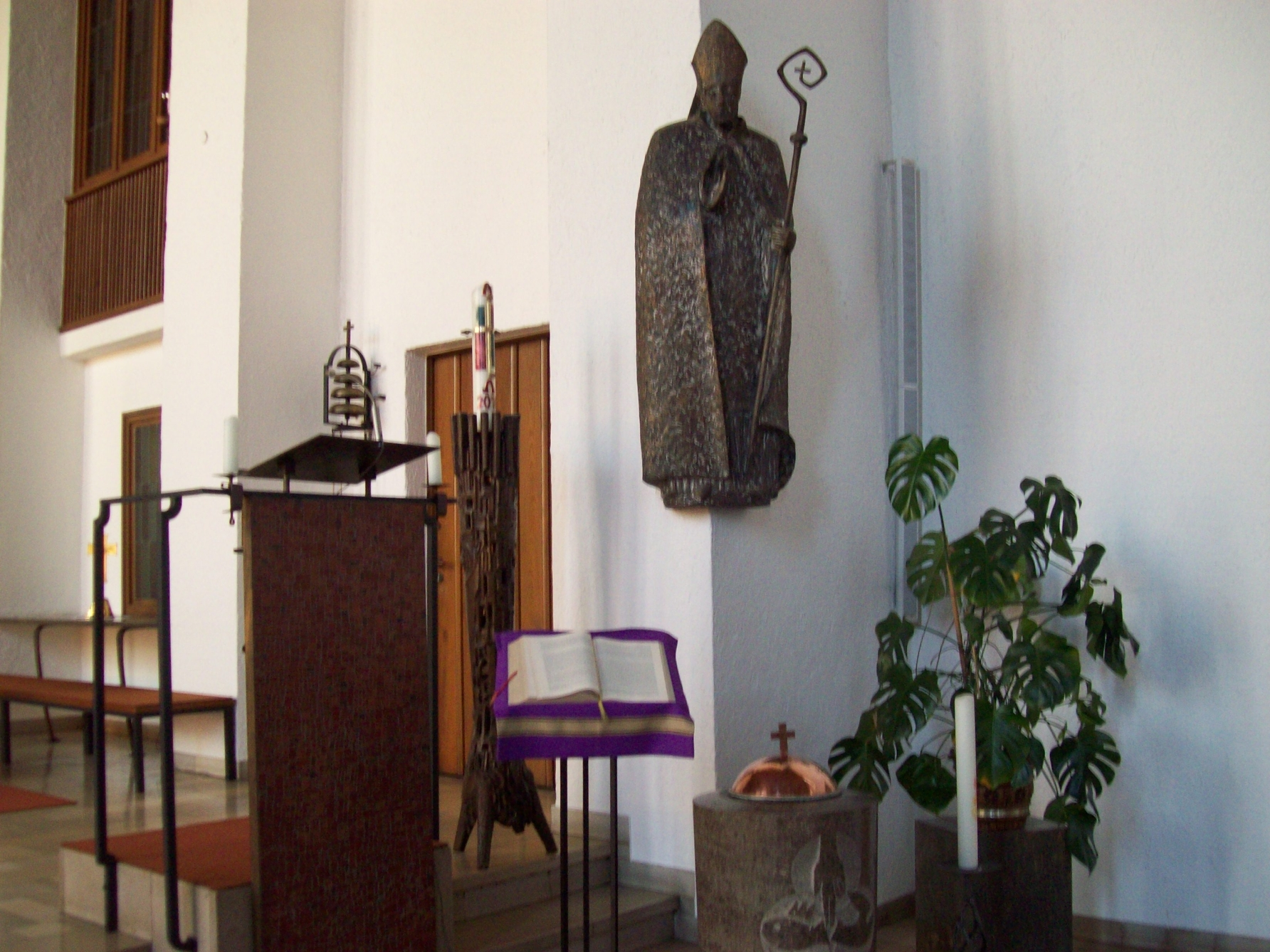
St. Kilian, Taufbecken, Ambo

Nach den Maßgaben des II. Vatikanischen Konzils umgestaltet durch den Aschaffenburger Künstler Hermann Kröckel und ergänzt mit einem Triumphkreuz, Tabernakelsäule und einer Bronzefigur des Hl. Kilian aus der Kunstgießerei Grundhöfer. Die Muttergottes mit Kind, eine Holzschnitzfigur ist auch ein Werk von Hermann Kröckel.

## Glocken
Im 28 m hohen Turm läuten vier Glocken, gestimmt in der Tonfolge des Tedeums (E-G-A-C) die in der Erdinger Glockengießerei (Karl Czudnochowsky) gegossen und am 5. Juli 1953 durch HH. Domkapitular Johannes Kötzner, Würzburg feierlich geweiht wurden. Glocke 1: Der Muttergottes (Friedensglocke) „Opus justitiae pax“ (Gerechtigkeit schafft Frieden – Pius XII.) (E), (17 Zentner). Glocke 2: Dem Kostbaren Blute (G), (11 Zentner). Glocke 3: Dem Heiligen Kilian (A), (7 Zentner). Glocke 4: Dem Heiligen Gaspare del Bufalo, jenem unerschrockenen Prediger und Missionar Roms in Napoleonischer Zeit (C), (4 Zentner).

## Orgel
Auf der Orgelempore steht ein Werk der Firma Michael Weise Orgelbau in Plattling aus dem Jahre 1955. Das Kegelladen-Instrument hat 26 Register auf zwei Manualen und Pedal. Die Trakturen sind elektropneumatisch. Der Freipfeifenprospekt (Entwurf Alois Grimm) ist fünfteilig gegliedert. Das Instrument hat folgende Disposition:
| I Hauptwerk C–g3 |               |       |
| 1.               | Gedacktpommer | 16′   |
| 2.               | Principal     | 8′    |
| 3.               | Koppelflöte   | 8′    |
| 4.               | Octave        | 4′    |
| 5.               | Quintade      | 4′    |
| 6.               | Nachthorn     | 2′    |
| 7.               | Mixtur V      | 1 ⁄3′ |
| 8.               | Trompete      | 8′    |

| II Schwellwerk C–g3 |                |       |
| 9.                  | Sing.Gedackt   | 8′    |
| 10.                 | Weidenpfeife   | 8′    |
| 11.                 | Weitprincipal  | 4′    |
| 12.                 | Spitzflöte     | 4′    |
| 13.                 | Octave         | 2′    |
| 14.                 | Spitzquinte    | 1 ⁄3′ |
| 15.                 | Sifflöte       | 1′    |
| 16.                 | Sesquialter II |       |
| 17.                 | Scharff IV     | 1′    |
| 18.                 | Trichterregal  | 8′    |
|                     | Tremolant      |       |

| Pedal C–f1 |                      |     |
| 19.        | Principal            | 16′ |
| 20.        | Subbaß               | 16′ |
| 21.        | Zartbaß (aus Nr. 20) | 16′ |
| 22.        | Oktavbaß             | 8′  |
| 23.        | Holzquintade         | 8′  |
| 24.        | Choralbaß            | 4′  |
| 25.        | Rauschpfeife III     |     |
| 26.        | Posaune              | 16′ |

- Koppeln: II/I, I/P, II/P

In der Kilianskapelle stand ein historisches Positiv mit folgender Disposition:
Gedackt 8′, Flöte 4′, Principal 2′, Quinte 1 1⁄3′, Zimbel I 1⁄2′

## Pfarrer

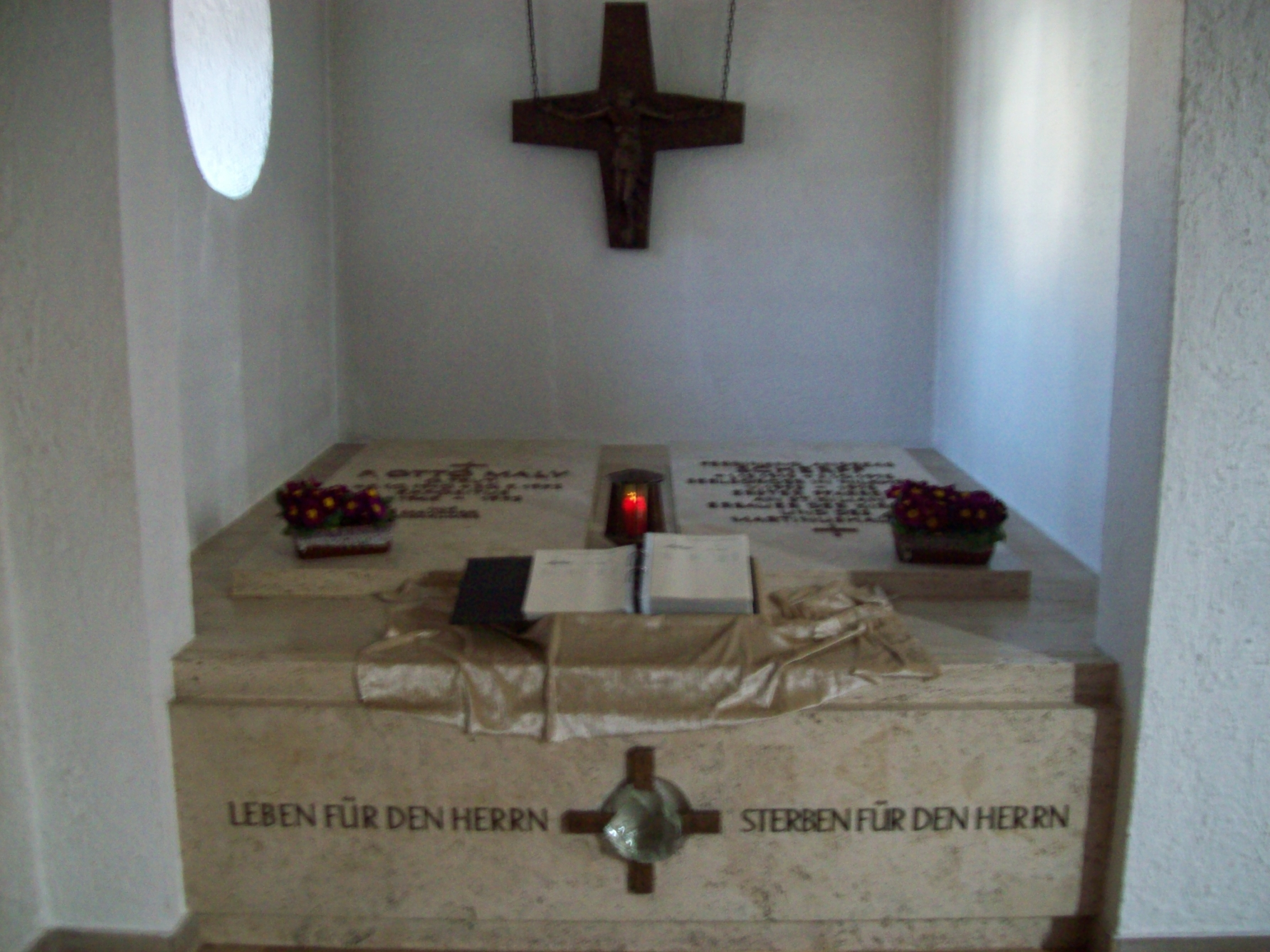
Letzte Ruhestätte P. Otto Maly OT./Pfr. Ferdinand Scherpf

- (1954–1978) Ferdinand Andreas Scherpf * 1. Dezember 1919 in Frankfurt am Main, am 21. April 1946 in Kufstein (Österreich) zum Priester geweiht, † 3. Oktober 1978 in Aschaffenburg, von 1952 bis 1954 Kuratus in Nilkheim.
- (1978–1987) Josef Otter * 31. März 1944 in Haibach, am 29. Juni 1969 zum Priester geweiht, † 12. April 2006 in Aschaffenburg.
- (1987–1991) Gerd Eugen Goldhammer * 1941 in Aschaffenburg, am 29. Juni 1968 zum Priester geweiht.
- (1991–2004) Richard Mechler * 1934 in Kirchzell, am 13. März 1960 zum Priester geweiht.
- (seit 2005) Wolfgang Kempf * 1962 in Aschaffenburg, am 20. Februar 1988 in Münsterschwarzach zum Priester geweiht.

## Kurioses
Als die Bauarbeiten nach dem Spatenstich begannen, stand in der Baugrube, die wegen des unter der Kirche zu erstellenden Pfarrsaales vier Meter tief ausgehoben werden musste, ein kleines Baggerchen. Kuratus Scherpf sagte: „Ja, wenn wir nur einen Bagger der amerikanischen Armee hätten“, die Antwort eines Bauarbeiters: „Do det isch halt emol froche.“ Der Kuratus ging nach telefonischer Anmeldung in die Kaserne; dort standen die Richtigen, das Arbeitsgerät, mit dem es voranging, aber er traute sich nicht zu fragen, was das kostet. Der Major Salomin lächelte: „Einen Bagger erhalten Sie für Ihre Kirche und der kostet nichts.“ Am nächsten Tag rollte ein schwerer Bagger über die Mainbrücke, die Großostheimer Straße entlang zur Baustelle und noch vor Wintereinbruch konnten die Fundamentarbeiten fertiggestellt werden.